# Sinjoren
De sinjoren is de (bij)naam voor de inwoners van Antwerpen.
De bijnaam 'sinjoren' voor de Antwerpenaren dateert uit de periode in de Tachtigjarige Oorlog dat de Spanjaarden de stad bezetten en veel voorname inwoners de Spaanse titel señor droegen, wat '(deftige) heer' betekent. In "'t stad" beschouwt men trouwens enkel personen van wie de ouders en voorouders in Antwerpen geboren zijn als 'sinjoor'. Anderen spreken zelfs pas van een echte 'sinjoor' wanneer men binnen de Spaanse Vesting (tussen De Leien en de Schelde) is geboren. Mensen die in Antwerpen geboren zijn, maar van wie de ouders niet allebei Antwerpenaar zijn, worden vaak pagadder genoemd.